# Estigmene bayoni
Estigmene bayoni là một loài bướm đêm thuộc phân họ Arctiinae, họ Erebidae.